# Wilhelm Bösing

Wilhelm Bösing

Wilhelm Bösing (* 3. November 1902 in Ludwigshafen am Rhein; † 10. April 1949 in Neustadt an der Weinstraße) war ein deutscher Politiker (NSDAP), Mitglied des Reichstags und NSDAP-Gauwirtschaftsberater.

## Leben und Wirken
Nach dem Besuch der Volksschule und der Realschule wurde Wilhelm Bösing am Lehrerseimar zu Speyer ausgebildet. Anschließend war er von 1922 bis 1933 als Hilfslehrer in Roxheim und Frankenthal tätig, wo er schließlich eine Anstellung als regulärer Lehrer fand.
Bösing trat zum 19. Februar 1927 der NSDAP bei (Mitgliedsnummer 56.957), in der er sich von Beginn an engagierte. Zunächst war er Ortsgruppenleiter von Bobenheim-Roxheim und bis 1930 Gauredner. Am 10. März 1933, wenige Wochen nach der nationalsozialistischen „Machtergreifung“ wurde Bösing zur Dienstleistung insbesondere als Gauwirtschaftsberater Gauamtsleiter bei der Gauleitung Rheinland-Pfalz beurlaubt.
Seit 1933 war Bösing außerdem Mitglied des Kreistages der Pfalz. Nachdem er zur Reichstagswahl November 1933 erfolglos kandidiert hatte, zog Bösing im Juli 1934 im Nachrückverfahren für den am 30. Juni 1934 im Zuge der Röhm-Affäre erschossenen Abgeordneten Wilhelm Schmid in den nationalsozialistischen Reichstag ein, in dem er bis zum März 1936 den Wahlkreis 30 (Chemnitz-Zwickau) und dann bis zum Ende der NS-Herrschaft den Wahlkreis 27 (Rheinpfalz-Saar) vertrat. Nach dem Anschluss Österreichs war er im Frühjahr 1938 stellvertretender Gauwahlleiter im Gau Kärnten. Von Herbst 1941 bis 1942 war er Kreisleiter der Partei in Frankenthal. Im Juni 1943 wurde hauptamtlich Oberbereichsleiter der Partei.
Am 1. März 1935 wurde Bösing zum Leiter der Abteilung Wirtschaft beim Reichskommissar für die Rückgliederung des Saarlandes ernannt. Ab dem 20. April 1936 war er fünf Jahre als Leiter des Landwirtschaftlichen Amts als Regierungsrat im Reichskommissariat für das Saarland tätig und wurde im Februar 1941 zum Oberregierungsrat ernannt. Zudem wurde er 1936 Reichstreuhänder der Arbeit im Wirtschaftsgebiet Saarpfalz, leitete ab September 1939 das Bezirkswirtschaftsamtes Saarpfalz, stand der IHK Saarbrücken ab März 1941 als Präsident vor und leitete die Wirtschaftskammer Saarpfalz beziehungsweise Westmark. Bösing gründete im November 1938 die Saar-Pfälzische-Vermögens-Verwertungs-GmbH als Auffangsgesellschaft zur Arisierung jüdischen Vermögens. Des Weiteren gehörte dem Vorstand der Westmark-Werke, der Vereinigten Saarländischen Elektrizitätswerke (VSE) sowie der Saar-Ferngas AG an.